# Sông Chanh (Quảng Ninh)
Sông Chanh là một con sông ngắn tại tỉnh Quảng Ninh.

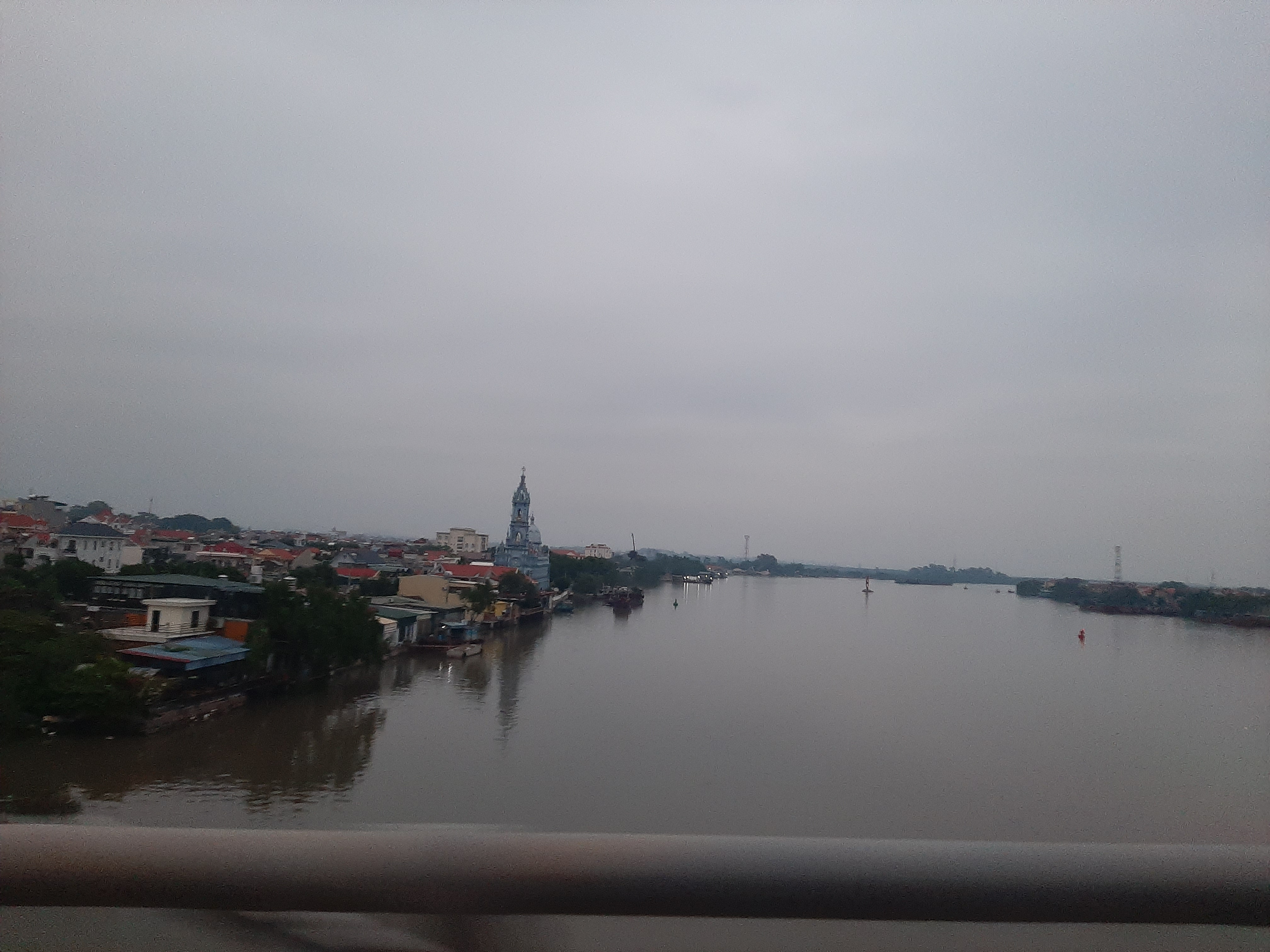
Bờ sông Chanh nhìn từ cầu sông Chanh nối phưởng Quảng Yên và phường Nam Hòa

Sông là một phân lưu của sông Bạch Đằng, chảy tách ra từ sông Bạch Đằng tại phường Yên Giang, Quảng Yên. Từ đây sông chảy xuyên qua thị xã Quảng Yên theo hướng đông nam và đổ ra Biển Đông tại xã Tiền Phong, Quảng Yên
Sông có chiều dài khoảng 15 km, chiều rộng khoảng 300–400 m, chảy giữa và chia đôi thị xã Quảng Yên thành hai phần có diện tích gần bằng nhau

## Sự hình thành
Giai đoạn trước năm 1443, cửa sông Bạch Đằng đổ ra biển rộng lớn, chỉ có các bãi bồi rải rác. Đến năm 1443, một số dân cư từ Thăng Long đến đây quai đê lấn biển trên các bãi phù sa này, tạo thành đảo Hà Nam, trở thành một bên bờ chạy dọc xuyên suốt của sông Chanh. Sau này đảo Hà Nam tiếp tục được quai lấn rộng hơn và có diện mạo như ngày nay.

## Các công trình và di tích hai bên bờ

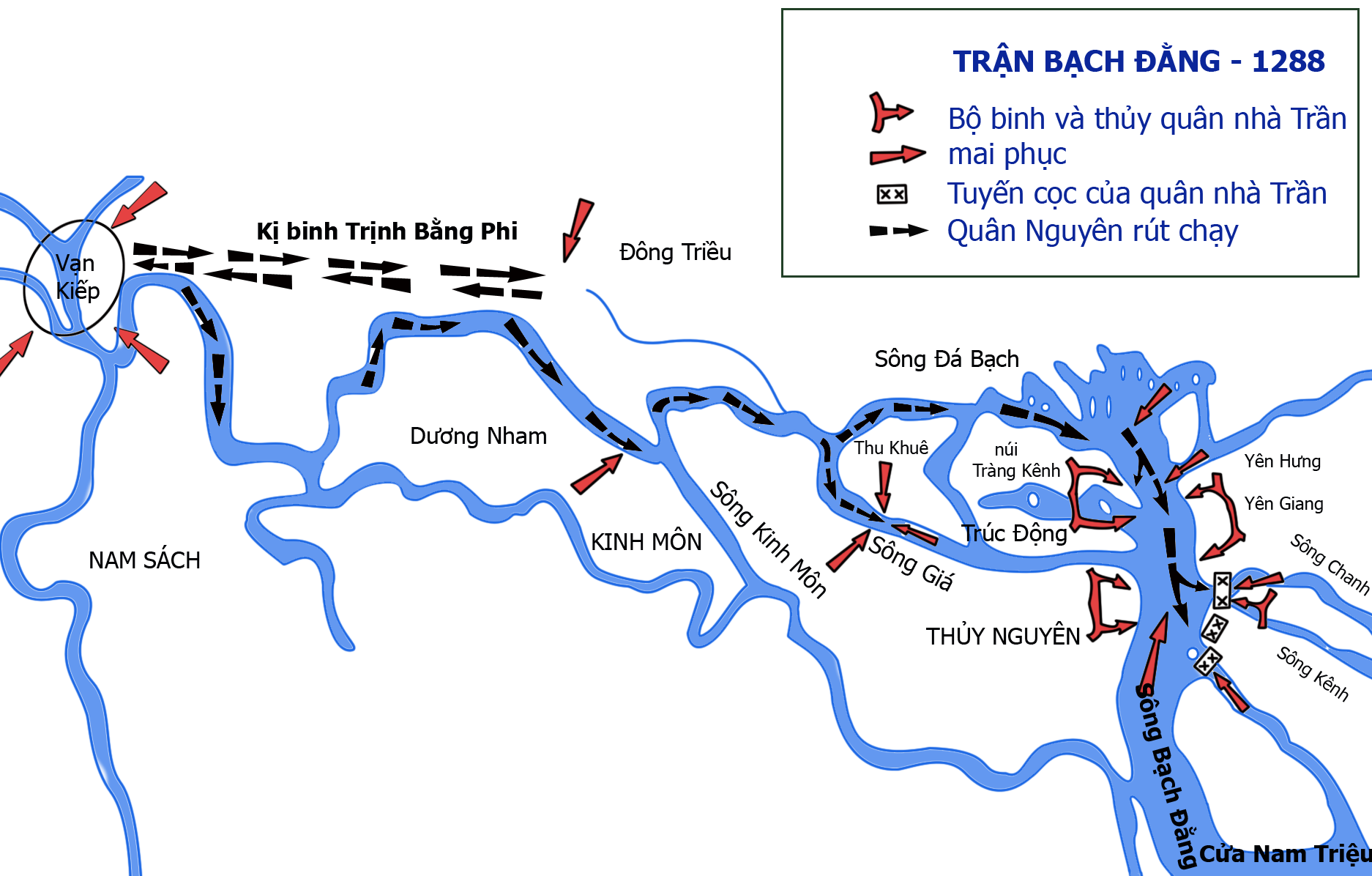
Vị trí sông tranh trên lược đồ trận địa và các bãi cọc trong chiến thắng quân Nguyên Mông của Quân đội Đại Việt năm 1288 trên sông Bạch Đằng.

Khu vực đầu sông, nơi sông Chanh mở nhánh từ sông Bạch Đằng hiện còn di tích bãi cọc trong trận Bạch Đằng năm 1288 tại Yên Giang. Tuy nhiên do bồi đắp tự nhiên và do con người quai lấn, hiện nay bãi cọc đã nằm khá xa bờ sông hiện tại.
Cầu sông Chanh, hai đầu thuộc phường Nam Hòa và phường Yên Giang, được khánh thành năm 2001.Năm 2017, cầu Bạch Đằng, thuộc tuyến cao tốc kết nối Quốc lộ 5B Hải Phòng với Quốc lộ 18, khánh thành, thay thế phà Hà An.
Bến phà Chanh nằm cách cần sông Chanh khoảng vài trăm mét về phía hạ lưu, hiện không còn sử dụng.
Bên phía bờ Bắc, nằm về phường Quảng Yên có nhà thờ Quảng Yên, thuộc giáo xứ Quảng Yên, giáo Hạt Quảng Ninh.
Đền thờ liệt sĩ Minh Hà (Đỗ Thị Sinh (1925-1947) thuộc địa phận Cống Mương, Phong Hải. Liệt sĩ Minh Hà, quê gốc ở Thạch Thất, Hà Tây cũ, có thời kỳ tham gia hoạt động cách mạng ở huyện Yên Hưng cũ (nay là thị xã Quảng Yên), là bí thư chi bộ đảng đầu tiên ở Hà Nam. Ngày 12 tháng 7 năm 1947, Liệt sĩ bị thực dân Pháp bắt và tra tấn đến chết vào 14/7, xác liệt sĩ bị đem thả trôi sông, dân địa phương vớt được 2 ngày sau đó. Tại địa điểm ấy, dân địa phương lập miếu thờ.
Cống Cảng nằm trên địa phận phường Phong Hải, là nơi có tuyến phà nối đảo Hà Nam với phường Hà An, hiện nay đang xây dựng một cây cầu, thuộc tuyến cao tốc Hà Nội-Hải Phòng.Cầu có chiều dài 1,32 km, bề rộng 27m được thiết kế 6 làn xe cơ giới.

## Giá trị về các mặt
Sông Chanh có giá trị đánh bắt và nuôi trồng thủy hải sản. Do nằm ở khu vực cửa biển, vùng nước lợ, phù sa bồi đắp của sông ít có giá trị nông nghiệp.
Sông Chanh cũng được khai thác làm tuyến đường thủy.
Cuối sông Chanh, nơi đổ ra biển có tiềm năng phát triển công nghiệp tàu biển, hiện tại công ty Nosco Vinalines đang xây dựng một nhà máy sửa chữa tàu biển tổng giá trị đầu tư khoảng 250 triệu USD, trên diện tích khoảng 1 triệu m². Sau 7 năm xây dựng, sáng ngày 31/5/2016, Nhà máy sửa chữa tàu biển Nosco – Vinalines đã chính thức đón tầu biển đầu tiên vào sửa chữa.
Dọc hai bên bờ sông, một số vị trí nhỏ có giá trị khai thác cát làm vật liệu xây dựng.
Ngoài ra, sông Chanh cũng có khi là nơi diễn ra lễ hội đua thuyền chải của dân cư địa phương.
Sông Chanh cũng được nhắc đến trong nhiều tác phẩm văn chương và âm nhạc.
Trong bài hát "Yên Hưng Quê Tôi" có đoạn:
"Quê tôi đó có dòng sông Chanh 
Bên kia Hà Nam, bên đây Hà Bắc".
Trong bài hát "Bên Ngự sông Chanh" có đoạn:
"Dòng sông Chanh, đẹp như tóc lụa xanh".

## Sông cùng tên
Sông Chanh cũng là tên một trong những sông tương đối dài chảy trong địa phận một số tỉnh ở đồng bằng Bắc Bộ là Hưng Yên, Nam Định và Ninh Bình.
Chiều dài quản lý: 58 km trong đó:
- Tỉnh Hưng Yên quản lý 27 km từ Cống Tranh đến Cống Vàng
- Tỉnh Nam Định quản lý 19 km từ Đại An đến Yên Phúc
- Tỉnh Ninh Bình quản lý 12 km từ Tụ An đến Cổ Loan

Ở tỉnh Ninh Bình cũng có một con sông nhỏ nối sông Hoàng Long với sông Vân dài 15 km được gọi là sông Chanh. Sông chảy qua thành phố Hoa Lư .